# Татаупа
Татаупа, или скрытохвост татаупа (лат. Crypturellus tataupa), — вид птиц семейства тинаму. Выделяют четыре подвида. Распространены в Южной Америке. 

## Описание
Татаупа достигает длины 24,5–26,5 см; самцы весят 169–229 г, а самки — от 189 до 298 г. Птица тёмно-коричневой окраски со светло-серым горлом. Голова, шея и грудь тёмно-серого цвета. Клюв и ноги пурпурно-красные.

## Биология
Татаупа питается на земле или в кустарниках. В состав рациона входят фрукты и ягоды, а также в небольших количествах беспозвоночные, цветки, нежные листья, семена и корни. Самец насиживает яйца, которые могут быть от 4 различных самок. Гнездо располагается на земле в густой траве.

## Распространение и места обитания
Татаупa предпочитает сухие леса до 1400 м над уровнем моря. Она также встречается в низменных влажных лесах и вторичных лесах.
Выделяют четыре подвида:
- Crypturellus tataupa tataupa (Temminck, 1815) – от севера и востока Боливии до центра и юго-востока Бразилии и севера Аргентины
- Crypturellus tataupa inops Bangs & Noble, 1918 – юго-запад Эквадора и северо-запад Перу
- Crypturellus tataupa lepidotus  (Swainson, 1837) – северо-восток Бразилии
- Crypturellus tataupa peruvianus  (Cory, 1915) – центр Перу